# Wapen van Eemsdelta

Het wapen van de gemeente Eemsdelta

Het wapen van Eemsdelta is het gemeentelijke wapen van de gemeente Eemsdelta in de Nederlandse provincie Groningen.

## Beschrijving
Voor het wapen geldt de volgende beschrijving:
Golvend doorsneden; I in azuur een pelikaan met gespreide vleugels met haar jongen, alles van goud, op het nest van sinopel; II in goud schuingekruist een anker en een sleutel, beide van sabel. Het schild gedekt met een gouden kroon van vijf bladeren, gehouden rechts door een gekroonde aanziende harpij van goud, gepoot van keel, en links door een adelaar van sabel, gebekt, getongd en gepoot van keel, het geheel geplaatst op een grasgrond met daaronder drie golvende dwarsbalken van azuur en zilver.
De heraldische kleuren zijn: azuur (blauw), goud (geel), keel (rood), sabel (zwart), sinopel (groen) en zilver. Het schild wordt gedekt door een markiezenkroon.

## Geschiedenis
In verband met de fusie van gemeenten Appingedam, Delfzijl en Loppersum naar de nieuw te vormen gemeente Eemsdelta, werd in 2020 de werkgroep Gemeentewapen Eemsdelta opgericht om een ontwerp voor een nieuw gemeentewapen tot stand te brengen. De werkgroep bestond uit vertegenwoordigers van historische verenigingen, de archiefdienst en de gemeentelijke organisatie. Wapentekenaar Piet Bultsma-Vos ontwierp en tekende het uiteindelijke wapen.
De pelikaan komt uit het gemeentewapen van Appingedam en komt voor het eerst voor op een zegel uit 1308. De pelikaan is voor de christenen het symbool van het lijden van Jezus. Het anker komt uit het eerste wapen van Delfzijl dat tussen 1887 en 1960 door de gemeente Delfzijl gevoerd werd. Het is het symbool voor de zee en de scheepvaart, die voor de stad Delfzijl altijd belangrijk is geweest. De sleutel is afkomstig uit het wapen van Loppersum en staat symbool voor de apostel Petrus, die samen met apostel Paulus de patroonheiligen zijn van de Petrus en Pauluskerk in Loppersum. Ook staat de sleutel symbool voor het proosdij Loppersum, dat 26 kerspelen omvatte en daarmee het grootste gedeelte van de streek Fivelingo besloeg, waarmee het ook weer een groot deel van de nieuwe gemeente bestrijkt. Met de golvende doorsnijding van het schild en het golvende voetstuk wordt naar het Damsterdiep verwezen, die van Groningen naar Delfzijl en daar in de Eems uitmondt. Het Damsterdiep is een belangrijke transportweg en is ook belangrijk voor de afwatering van de Fivelingo. 
De harpij komt uit het wapen van Delfzijl en komt oorspronkelijk uit het wapen van het geslacht Cirksena. Edzard I van Oost-Friesland, een graaf uit het geslacht Cirksena, erkende in 1506 de zijlbrieven van het Generale Zijlvest der Drie Delfzijlen en vulde deze zo nodig aan. Daarom werd sinds die tijd een harpij gevoerd in het wapen van het Generale Zijlvest der Drie Delfzijlen. De harpij is ook een lorelei of sirene-achtig figuur, die de zeeman naar de kust lokt en hem daar laat vastlopen, zodat hij niet verder kan. Daarnaast verwijst het ook naar het dilemma van de zeeman die graag naar huis wil, maar ook naar zee wil. De wapenontwerpers vonden de harpij daarom een goede verwijzing voor de gemeente Eemsdelta als havenplaats. De adelaar is terug te voeren op de wapens van de familie Ompta (bezitters van de heerlijkheid 't Zandt) en de familie Nittersum (bezitters van de heerlijkheid Stedum). De gemeenten 't Zandt en Stedum voerden daarom een adelaar in hun wapens. Bij de samenvoeging van de gemeenten in 1990 werd de adelaar opgenomen in het wapen van de nieuwgevormde gemeente Loppersum. De adelaar komt ook vanaf de vijftiende eeuw voor in het wapen van het landschap Fivelingo en in het wapen van het waterschap Fivelingo. Althans mocht de gemeente ook twee leeuwen als schildhouders voeren, aangezien Delfzijl ook twee schildhouders in hun wapen voerden.
Het wapen werd op 6 oktober 2020 bij koninklijk besluit verleend aan de tot dan toe nog op te richten gemeente Eemsdelta. Op 1 januari het jaar daarop werd de gemeente opgericht.

## Verwante wapens

Het eerste wapen van Appingedam (1819)
Het tweede wapen van Appingedam (1964)
Het eerste wapen van Delfzijl (1887)
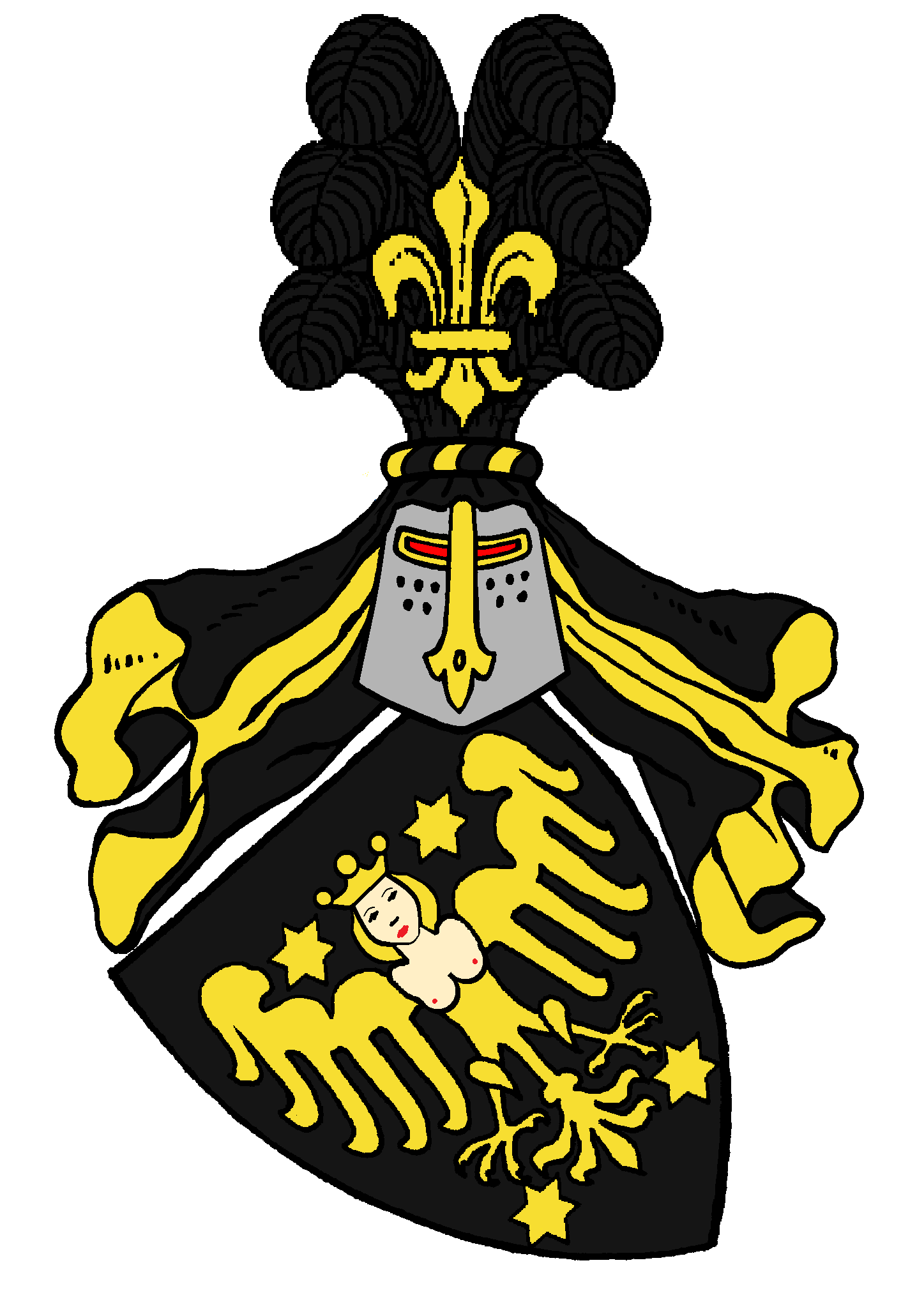
Het wapen van de familie Cirksena
Het tweede wapen van Delfzijl (1960)
Het derde wapen van Delfzijl (1991)
Het wapen van het Generale Zijlvest der Drie Delfzijlen
Het wapen van het waterschap Eemszijlvest
Het eerste wapen van Loppersum (1871)
Het wapen van Stedum
Het wapen van 't Zandt
Het tweede wapen van Loppersum (1991)

Eemsdelta 
· Groningen 
· Het Hogeland 
· Midden-Groningen 
· Oldambt 
· Pekela 
· Stadskanaal 
· Veendam 
· Westerkwartier 
· Westerwolde